# Sara (bier)
Sara is een Belgisch bier van hoge gisting.
Het bier wordt sinds 1991 gebrouwen in Brasserie de Silenrieux te Silenrieux. Deze bieren worden gebrouwen met gerst en boekweit. Sinds 1995 wordt dit bier ook uitgevoerd naar de Verenigde Staten, Frankrijk en Japan.

## Varianten
- Bruin, bruin boekweitbier met een alcoholpercentage van 6%. Dit bier wordt ook in bioversie op de markt gebracht.
- Blond Bio, goudblond boekweitbier met een alcoholpercentage van 6%, enkel in bioversie.